# Prieuré de Varennes
Le prieuré Saint Gengoulph de Varennes, fondé à la fin du XIe siècle par le seigneur de Choiseul Renier Ier, est situé à Varennes-sur-Amance en Haute-Marne (Grand Est, ex-région Champagne-Ardenne).

## Fondation
En 1084, le seigneur de Choiseul Renier Ier, pour le salut de son âme et de ses prédécesseurs et du consentement de son épouse Ermangarde et de ses enfants Roger et Adeline, fait don de l'église Saint Gengoulph de Varennes-sur-Amance à l'abbaye de Molesme. Cette donation reçoit l'approbation d'Hugues-Renaud de Bar, évêque de Langres.
L'abbé de Molesme accepte ce don et envoie quelques moines y fonder un prieuré qui sera sous la dépendance de l'abbaye et dont les seigneurs de Choiseul seront les avoués.
En 1101, Renier Ier de Choiseul et son beau-frère Renier, seigneur de Nogent, cèdent à l'abbaye de Molesme pour le profit du nouveau prieuré la totalité de la seigneurie de Varennes, qui devient ainsi une seigneurie ecclésiastique.
Ce prieuré devient par la suite l'un des établissements religieux considérables de la lisière est du diocèse de Langres.

## Histoire
Au commencement du XIIIe siècle, Varennes n'a pas la force pour faire respecter ses biens et le prieur obtient l'autorisation de l'évêque de Langres de contracter un acte de pariage avec le comte de Champagne. Cet acte est conclu en 1250.
Pendant les XVIe et XVIIe siècles, Varennes subit plusieurs incursions ennemies. En 1523, les Allemands pillent et dévastent Varennes lors de l'invasion de la Champagne. En 1636, au cours de la Guerre de Trente Ans, le Baron de Clinchamp, capitaine du duc Charles De Lorraine, s'empare du prieuré et fait pendre le gardien et capitaine du prieuré qui s'était rendu.
Après la Révolution Française, le prieuré de Varennes et ses terrains sont vendus en 1792 à des particuliers. La commune de Varennes en acquiert une partie pour servir d'école et de mairie.

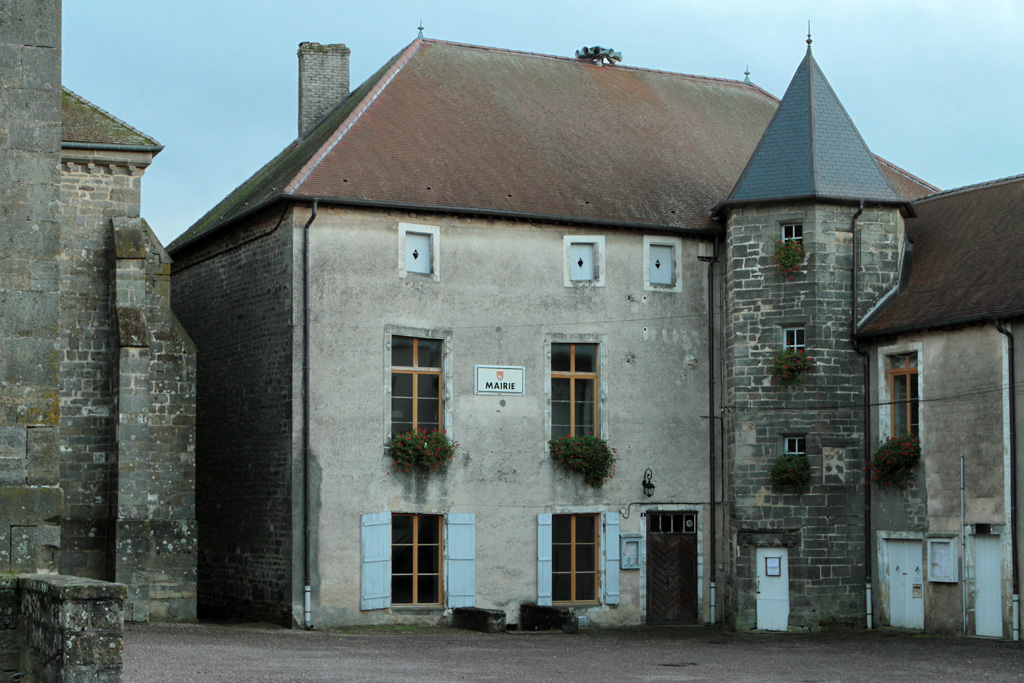
Mairie de Varennes-sur-Amance.

## Liste des prieurs
- Guillenc ou Willenc de Choiseul, prieur en 1156 et 1168. Il fut durant quelque temps abbé de Molesme. Il vivait encore en 1176.
- Galvier (Galverus),prieur en 1233.
- Gaulon, prieur en 1248.
- Ralon ou Ralé, prieur de 1260 à 1263. Il eut un démêlé avec Bernard, curé de Vicq.
- Mile, prieur en 1290.
- Erard Ier, prieur en 1309.
- Simon d'Angoulevent, prieur en 1369.
- Robert d'Amoncourt, prieur en 1398.
- Pierre Ier Brenot, prieur en 1424, où il résigne, étant abbé de Saint-Bénigne de Dijon.
- Guillaume Ier d'Amoncourt, prieur de 1424 à 1454 où il meurt, étant aussi abbé de Molesme.
- Gaucher de Coijfy, abbé de Molesme, prieur en 1454.
- Jacques Ier de Jussey, prieur en 1457 et 1458, puis abbé de Molesme.
- Henri Ier d'Amoncourt, prieur en 1459.
- Erard II, prieur en 1470.
- Claude Ier de Baudricourt, docteur en droit, prieur de 1470 à 1491.
- Guillaume II d'Albret, prieur en 1495. Il était issu de la famille illustre d'où est sorti Henri IV, roi de France.
- Guillaume III de Daillancourt, prieur de 1506 à 1511 où il meurt. Également abbé de Molesme et prieur de Saint-Didier de Langres.
- Pierre II de Montreuil, religieux bénédictin, prieur de 1516 à 1519.
- Etienne de Giey, chanoine et official de Langres, prieur de Saint-Geômes, prieur aussi de Varennes vers 1525. Prieur commendataire, comme tous les suivants.
- René d'Amoncourt, prieur en 1529 où il résigne, puis devient chanoine de Langres.
- François 1er de Montarby, d'abord chanoine de Langres et prieur de Méry-sur-Seine jusqu'en 1529, puis prieur de Varennes de 1529 à 1545 où il meurt. Ce prieur, qui fit reconstruire les bâtiments du monastère et éleva vers 1540 la chapelle de Saint-Gengoul sur la fontaine du même saint puis prit l'habit religieux dans l'ordre de Saint-Benoît.
- Antoine 1er de Vienne, abbé de Molesme, prieur en 1545 et 1551 où il résigne.
- Gérard de Vienne, prieur en 1555.
- Jean 1er de Vienne, clerc du diocèse d'Autun, prieur en 1563 où il résigne.
- Jacques II Dubiez, religieux de Molesme, prieur de 1563 à 1571.
- Alexandre Pierron, prieur en 1571 où il fait une transaction avec les habitants de Varennes.
- Africain de Nerdy, prieur en 1572 où il résigne.
- Quentin Mongert, prieur en 1572  où il résigne
- Philibert 1er de Bessac, prieur de 1572 à 1573 où il se démet.
- Jean II Royer, prieur en 1572 où il résigne.
- Noël de Colonges, moine bénédictin, prieur de 1573 à 1574 où il résigne.
- Odard de Saint-Aubin, moine de Molesme, d'abord sacristain du prieuré en 1573, puis prieur de 1574 à 1577 où il résigne avec pension.
- Jean III Martin, bénédictin de Saint-Chaffre au diocèse du Puy prieur en 1577.
- Philibert II Prévost, prieur en 1579 où il résigne.
- Jean IV Achard-Barreton, du diocèse de Clermont, prieur de 1579 à 1580 où il résigne, mais garde le prieuré jusqu'à sa mort en 1585.
- Antoine II Bonnefoy, né à Massiac au diocèse de Clermont, ordonné prêtre en 1571, religieux bénédictin, prieur de 1580 à 1585 où il résigne, ne tenant le bénéfice que par concurrence.
- Philippe Villon, curé au diocèse d'Autun, prieur en 1585 où il est évincé.
- Nicolas 1er Thévenot, du diocèse d'Autun, prieur de 1585 à 1586.
- Claude II Morelot, curé de Ruffey au diocèse d'Autun, prieur en 1586 où il est évincé.
- Jean V Bailly, du diocèse d'Autun, prieur de 1586 à 1587 où il meurt.
- Mathurin Forget, du diocèse de Tours, prieur en 1586 où il est évincé.
- Hugues Peponneau, du diocèse d'Autun, prieur en 1587 où il est évincé.
- Joseph Febvre, en 1587 où il est évincé.
- Isaac Turpin, du diocèse de Séez, prieur en 1587.
- Lazare Fournier, prieur vers 1590.
- Nicolas II Tixerand, prieur vers 1592.
- Moïse Roard, prieur vers 1595.
- Déhée, prieur vers 1596.
- Jacques III Gillot, conseiller du roi, chanoine et doyen de Langres, prieur de 1597 à 1618.
- Antoine III Razin, chanoine de Langres, conseiller et aumônier du roi, prieur de 1621 jusqu'en 1658 où il meurt.
- Pierre III Barbereau, docteur de Sorbonne, conseiller, aumônier et prédicateur du roi, prieur de 1658 à 1663, dit déjà prieur en 1656, époque où son prédécesseur avait peut-être résigné. —
- Félix Vialart de Herse, évêque de Châlons-sur-Marne, prieur de 1668 et 1672.
- Claude III Duval, prêtre, prieur en 1672 où il résigne.
- Nicolas III Thomassin, du diocèse de Châlons-sur-Marne, chanoine de Joinville, prieur en 1672, où il doit résigner peu après.
- Laurent Bergerat, prêtre, conseiller et aumônier du roi, prieur de 1674 jusqu'en 1682 où il résigne.
- Louis-Marie-Armand de Simiane de Gordes, évêque de Langres, prieur de 1682 à 1695 où il meurt.
- François H de Montarby, religieux, prieur en 1695.
- Henri II de la Rochefoucault, cardinal, abbé de la Chaize-Dieu, prieur de 1696 à 1701 où il résigne.
- Roger de la Rochefoucault, du diocèse de Paris, également abbé de la Rocheguyon, prieur de 1701 à 1717 où il meurt.
- Martin de la Vigne, bénédictin, prieur de 1717 à 1718 où il résigne au suivant son puissant compétiteur.
- Frédéric-Jérôme de Roye de la Rochefoucault, neveu de Henri, prieur de 1718 à 1757 où il meurt, étant cardinal et archevêque de Bourges.
- Boniface Coussin, curé de Rançonnières, prieur en 1757 puis évincé.
- Claude IV Taupin, religieux de Cluny, prieur en 1757 puis évincé, il résigne ses droits en 1758.
- Jacques IV Texier d'Hautefeuille, clerc du diocèse de Bayeux et chevalier de Saint-Jean de Jérusalem, prieur de 1757 à 1765 environ, où il résigne au suivant pour 14 285 livres, 14 sous et 3 deniers, ce qui indique la valeur considérable du bénéfice.
- Marie-Gabriel-Louis Texier d'Hautefeuille, chevalier de Saint-Jean de Jérusalem, major des dragons de Damas, prieur de 1765 environ à 1790 où il résigne.
- Eugène-Gabriel-Louis Texier d'Hautefeuille, clerc du diocèse de Bayeux, prieur de 1790 à 1791.

## Sources
- Émile Jolibois, La Haute-Marne ancienne et moderne, 1858.
- L'abbé Roussel, Le diocèse de Langres : histoire et statistique, 1875.
- L'abbé Briffaut, « Histoire de la Vallée de l'Amance : ancien doyenné de Pierrefaite comprenant quarante villages », Revue de Champagne et de Brie, Arcis-sur-Aube, Imprimeur-éditeur Léon Frémont, vol. série 2, tome 3,‎ 1891, p. 69-84 puis 184-201 puis 280-301 puis 350-368 puis 441 -452 puis 578-592 et 706-708 (lire en ligne sur Gallica).